# Brunhuvad parakit
Brunhuvad parakit (Pyrrhura lucianii) är en fågel i familjen västpapegojor inom ordningen papegojfåglar.. 

## Utbredning och systematik
Fågeln återfinns i Brasilien (Brazil (västcentrala Amazonområdet utmed Rio Solimões vid Tefe och Rio Purús). Tidigare betraktades den som underart till Pyrrhura picta.

## Status
IUCN kategoriserar arten som livskraftig.

## Namn
Fågelns vetenskapliga artnamn hedrar den franska ornitologen Charles Lucien Bonaparte, prins av Musignano och Canino, son till Lucien Bonaparte och därmed brorson till kejsar Napoleon I (1803-1857).